# Citerne (gemeente)
Citerne is een gehucht en gemeente in het Franse departement Somme (regio Hauts-de-France) en telt 251 inwoners (2015). De gemeente maakt deel uit van het arrondissement Abbeville.

## Geografie
De oppervlakte van Citerne bedraagt 6,3 km²; de bevolkingsdichtheid is 39 inwoners per km².

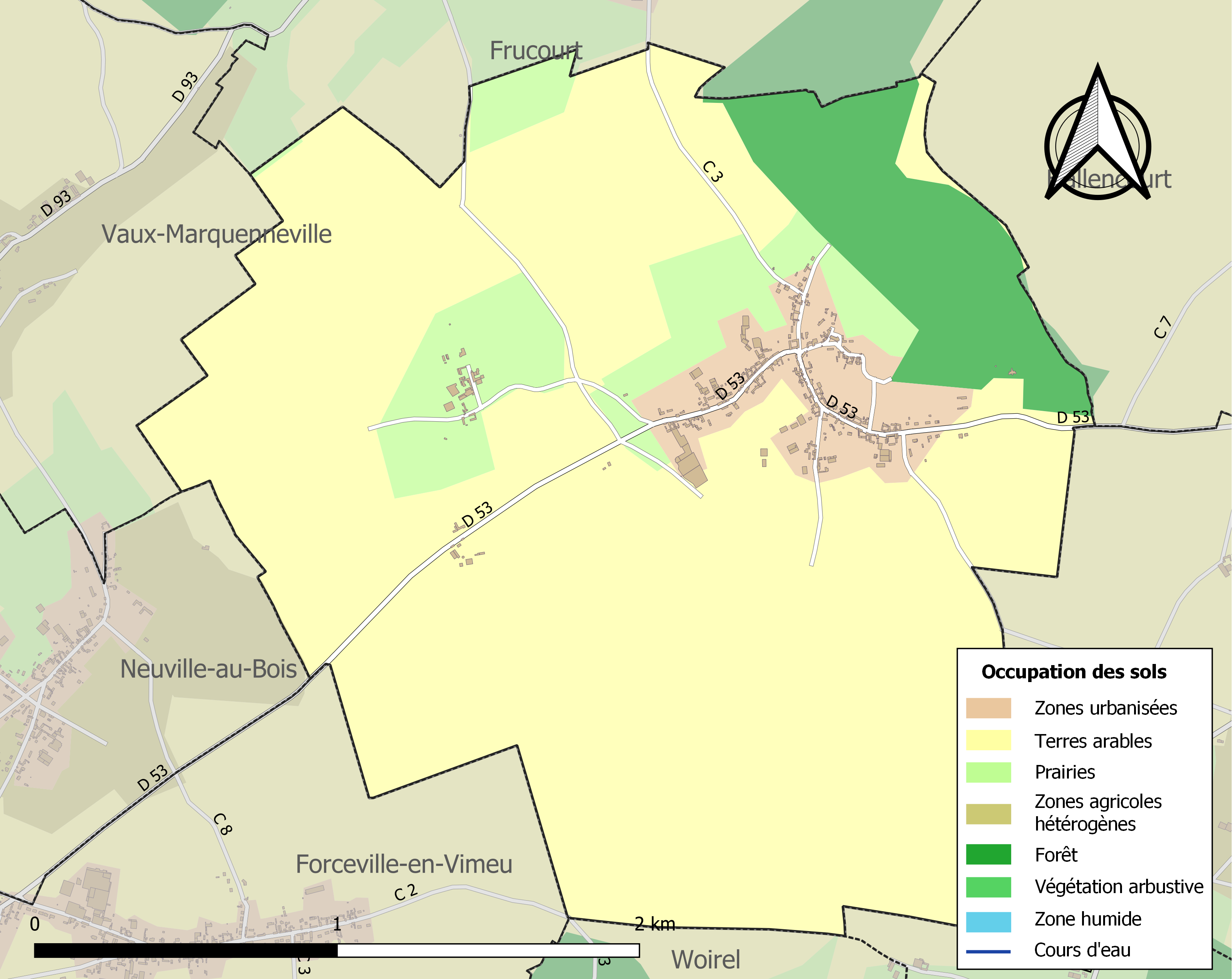
Kaart van de gemeente met de belangrijkste infrastructuur, bodemgebruik en omliggende gemeenten

## Demografie
Onderstaande figuur toont het verloop van het inwonertal (bron: INSEE-tellingen).